# Joacy Freitas Dutra
Joacy Freitas Dutra, ou simplesmente Alencar (Maranguape, 1 de agosto de 1937 — Salvador, 27 de setembro de 1990), foi um ex-futebolista brasileiro que atuou como atacante.

## Carreira
Revelado pelo Ceará, Joacy recebeu o apelido de "Alencar" ainda nas categorias de base do clube cearense. Por falta de oportunidades no time principal, transferiu-se para o  América Football Club do Ceará, retornando ao seu clube de origem em 1957. Em 1959 foi contratado pelo Bahia, estreando e marcando o gol da vitória do Bahia sobre o Palmeiras por 2–1 em partida amistosa, vindo a marcar posteriormente o primeiro gol da Taça Brasil de 1959, e também o último, na partida decisiva contra o Santos, quando marcou o terceiro gol da vitória por 3–1.
Pelo Bahia marcou 116 gols, em cerca de cinco anos.
No início de 1960, Alencar treinou no Botafogo do Rio de Janeiro, mas não houve acerto financeiro com o clube carioca.
Em 1962 transferiu-se para o Palmeiras, sagrando-se campeão paulista de 1963, tendo marcado 28 gols em 62 jogos. Alencar atuou também pelo Bangu (RJ), Botafogo (RJ), Botafogo de Ribeirão Preto (SP), Ferroviária de Araraquara (SP) e Juventus (SP), antes encerrar a carreira no Bahia aos 31 anos e começar posteriormente carreira como técnico de futebol.
Pelo Bangu teve uma passagem muito rápida em 1963, tendo feito apenas 3 partidas, sem marcar gols.
Como técnico futebol dirigiu Ypiranga (BA), Treze (PB), Fluminense de Feira de Santana (BA), Bahia e Catuense. Revelou Bobô, outro ídolo do Bahia, quando dirigia a Catuense no começo dos anos 1980.

## Títulos
Ceará
- Campeonato Cearense: 1957 e 1958

Bahia
- Campeonato Brasileiro: 1959
- Campeonato Baiano: 1959, 1960, 1961 e 1967

Palmeiras
- Campeonato Paulista: 1963